# Max Noether
Max Noether (1844-1921) va ser un matemàtic alemany que va fer recerques importants en geometria algebraica.

## Vida i Obra
Max Noether era descendent d'una rica família jueva, que havia canviat el seu cognom de Samuel per Noether arran dels edictes de tolerància de l'estat de Baden de 1908. Va estudiar a escoles privades a Mannheim, la seva vila natal. Als catorze anys va patir una polio que el va deixar coix de per vida.
El 1865 va ingressar en la universitat de Heidelberg en la que es va doctorar el 1868. El professor que més l'influí fou Gustav Kirchoff, per això la seva tesi doctoral va ser d'astronomia i no va estar obligat a presentar-la per escrit. Després de treballar al observatori astronòmic de Mannheim, el 1870 va obtenir l'habilitació a la universitat de Heidelberg, de la que va ser successivament professor adjunt (1870-1874) i extraordinari (1874-1875).
El 1875 es va traslladar a la universitat d'Erlangen de la que va ser professor titular a la vora de cinquanta anys. Dels seus quatre fills, tres també van ser científics reconeguts: Emmy, Fritz (matemàtics) i Alfred (químic).
A partir de 1870, Noether va tenir una col·laboració intensa amb la revista Mathematische Annalen, en la que va publicar nombrosos articles fins als seus últims anys de vida. D'especial rellevància és l'article Über die algebraischen Functionen und ihre Anwendung in der Geometrie (Sobre les funcions algebraiques i la seva aplicació en geometria) escrit conjuntament amb Alexander von Brill i publicat el 1874.
Max Noether és considerat un dels pares de la geometria algebraica, a la que va fer aportacions que encara estan a la base d'aquesta disciplina. També és especialment recordat pel teorema que avui coneixem amb el nom de teorema AF + BG, també conegut com a teorema fonamental de Max Noether o condicions de Max Noether.